# Franklin Sasere
Franklin Olanitori Sasere (Ondo City, 27 giugno 1998) è un calciatore nigeriano, attaccante del Birkirkara.

## Carriera
Dopo aver giocato in patria nel Sunshine Stars, il 3 settembre 2019 approda in Europa agli svizzeri del Lugano. Esordisce con la sua nuova squadra il 27 ottobre, in occasione dell'incontro di campionato perso per 1-3 contro il San Gallo. Il 28 novembre debutta anche nelle competizioni europee, giocando l'incontro della fase a gironi di Europa League perso per 0-1 contro il Copenaghen. Dopo aver giocato solo 6 partite tra campionato ed Europa League, il 24 settembre 2020 passa in prestito ai maltesi dell'Ħamrun Spartans, il 28 luglio 2021 il prestito viene esteso per un'altra stagione. In due stagioni totalizza 50 presenze e 22 reti tra campionato e coppa. Rientrato alla base, il 1º luglio 2022 viene ceduto a titolo definitivo al Vaduz, squadra del Liechtenstein militante nella seconda divisione svizzera.

## Statistiche

### Presenze e reti nei club
Statistiche aggiornate al 26 agosto 2022.
| Stagione               | Squadra                | Campionato             | Campionato | Campionato | Coppe nazionali | Coppe nazionali | Coppe nazionali | Coppe continentali | Coppe continentali | Coppe continentali | Altre coppe | Altre coppe | Altre coppe | Totale | Totale |
| Stagione               | Squadra                | Comp                   | Pres       | Reti       | Comp            | Pres            | Reti            | Comp               | Pres               | Reti               | Comp        | Pres        | Reti        | Pres   | Reti   |
| ---------------------- | ---------------------- | ---------------------- | ---------- | ---------- | --------------- | --------------- | --------------- | ------------------ | ------------------ | ------------------ | ----------- | ----------- | ----------- | ------ | ------ |
| 2019-2020              | Lugano                 | ASL                    | 5          | 0          | CS              | 0               | 0               | UEL                | 1                  | 0                  |             | -           | -           | 6      | 0      |
| 2020-2021              | Ħamrun Spartans        | PL                     | 22         | 14         | CM              | 1               | 2               |                    | -                  | -                  |             | -           | -           | 23     | 16     |
| 2021-2022              | Ħamrun Spartans        | PL                     | 25         | 6          | CM              | 2               | 0               |                    | -                  | -                  |             | -           | -           | 27     | 6      |
| Totale Ħamrun Spartans | Totale Ħamrun Spartans | Totale Ħamrun Spartans | 47         | 20         |                 | 3               | 2               |                    | -                  | -                  |             | -           | -           | 50     | 22     |
| 2022-2023              | Vaduz                  | ChL                    | 5          | 0          |                 | -               | -               | UECL               | 6                  | 2                  |             | -           | -           | 11     | 2      |
| Totale carriera        | Totale carriera        | Totale carriera        | 57         | 20         |                 | 3               | 2               |                    | 7                  | 2                  |             | -           | -           | 67     | 24     |

## Palmarès

### Club

#### Competizioni nazionali
- Campionato maltese: 1

Ħamrun Spartans: 2020-2021
- Coppa del Liechtenstein: 1

Vaduz: 2022-2023